# 잡종 끈 이론
끈 이론에서 잡종 끈 이론(雜種-理論, heterotic string theory 헤테로틱 스트링 시어리[*])은 보손 끈과 II종 초끈을 섞어 만든 끈 이론이다.:45–83 보손 끈은 26차원의 시공에서 살지만, 초끈은 10차원의 시공에서 살기 때문에 남은 16차원은 게이지 군을 이루게 된다. 초대칭을 보존하려면 두 가지의 가능한 게이지 군이 있는데, 이에 따라 SO(32) 잡종 끈 이론(HO종)과 E8×E8 잡종 끈 이론(HE종)으로 나뉜다.

## 전개
닫힌 끈의 왼쪽 진동 모드는 보손 끈으로, 오른쪽 진동 모드는 초끈으로 모드 전개를 한다. (열린 끈에서는 왼쪽 모드와 오른쪽 모드가 서로 같아야 하므로, 잡종 이론에서는 열린 끈이 없다.) 보손 끈의 임계 차원은 26차원이지만 초끈의 임계 차원은 10차원이므로, 남은 16차원은 16차원 짝수 유니모듈러 격자에 축소화하여야 한다. 이는 반단순 리 군의 근계로 주어지며, 이러한 반단순 리 군은 E8×E8와 Spin(32)/ℤ2 두 가지가 있다. 따라서 자동적으로 잡종 끈 이론은 E8×E8 또는 SO(32) 게이지 군을 지니게 된다.
일반적으로, {\displaystyle 10-d}차원 잡종 끈 이론을 구성하려면, 부호수가 {\displaystyle (16+d,d)}인 짝 유니모듈러 격자가 필요하다. 이 경우, 각 격자에 대하여 {\displaystyle (16+d)d}차원 진공 모듈라이 공간
{\displaystyle {\mathcal {M}}_{d}={\frac {\operatorname {SO} (16+d,d)}{\operatorname {SO} (16+d)\times \operatorname {SO} (d)}}}
이 존재한다. 이는 아무 10차원 잡종 끈 이론(E8×E8 또는 Spin(32))을 {\displaystyle d}차원 원환면 위에 축소하여 얻어지며, 모듈라이 공간의 차원은 다음과 같이 얻어진다.
{\displaystyle (16+d)d={\frac {1}{2}}d(d+1)+{\frac {1}{2}}d(d-1)+16d}
여기서
- {\displaystyle {\tfrac {1}{2}}d(d+1)}은 중력장의 모듈라이이다.
- {\displaystyle {\tfrac {1}{2}}d(d-1)}은 캘브-라몽 장의 모듈라이이다.
- {\displaystyle 16d}는 게이지 장의 모듈라이이다. (16은 게이지 군의 카르탕 부분군의 차원이다.)

보다 일반적으로, 초대칭을 갖지 않고, SO(16)×SO(16) 게이지 대칭을 가지는 잡종 끈 이론도 존재한다.:58–59

## 성질

### 낮은 에너지 이론
10차원 잡종 끈 이론의 낮은 에너지 이론은 {\displaystyle {\mathcal {N}}=(1,0)} 초대칭 양-밀스 이론과 결합된 10차원 {\displaystyle {\mathcal {N}}=(1,0)} 초중력이다. 이 경우 게이지 군은 E8×E8 또는 Spin(32)이다.
즉, 그 무질량장들은 다음과 같다.
- 중력 초다중항: 중력장, 그래비티노, 캘브-라몽 장, 딜라톤, 딜라티노
- 게이지 초다중항: 글루온, 글루이노

### 솔리톤
잡종 끈 이론은 열린 끈을 갖지 않으므로, D-막을 갖지 않는다. 반면, 캘브-라몽 장의 자하(磁荷)를 갖는 NS5-막이 존재한다. (Spin(32) 잡종 끈 이론의 경우, S-이중성 아래, 이 상태는 Ⅰ종 끈 이론의 D5-막에 해당한다. E8×E8 잡종 끈 이론의 경우, 이는 M이론의 M5-막에 해당한다.)
Spin(32) 잡종 끈 이론의 기본 끈의 스펙트럼은 게이지 군 Spin(32)의 스피너 표현을 따르는 상태가 존재한다. 이러한 상태 가운데 가장 가벼운 것은 양의 질량을 가지지만 Spin(32) 전하 보존에 의하여 안정하다. (물론, 이러한 입자가 짝수 개 있다면, 두 스피너 표현의 텐서곱은 스피너가 아니므로, 이들은 더 가벼운 상태로 붕괴할 수 있다. 그러나 한 개만 있다면 이는 더 이상 붕괴할 수 없다.) S-이중성 아래, 이 상태는 Ⅰ종 끈 이론의 비(非) BPS 안정 D0-막에 해당한다.

### 이중성

잡종 끈 이론과 다른 끈 이론들의 관계.

SO(32) 잡종 끈 이론은 S-이중성에 의하여 (큰 결합 상수의 극한에서) Ⅰ종 끈 이론과 동등하다.
E8×E8 잡종 끈 이론은 S-이중성에 따라 선분 (S1/Z2)에 축소화한 M이론과 동등하다. 이 경우, 변칙을 피하기 위해서는 선분의 양 끝에는 각각 E8 게이지 이론이 존재하게 된다.
원 위에 축소화했을 때, 9차원 잡종 끈 이론은 하나의 모듈라이 공간을 이룬다. 즉, 9차원으로 축소한 E8×E8 잡종 끈 이론과 Spin(32) 잡종 끈 이론은 같은 이론의 서로 다른 진공 상태에 대응된다. 이는 T-이중성의 한 경우이며, 부호수 (17,1)의 짝 유니모듈러 격자의 유일성에 의하여 발생한다.

## 역사
영명 영어: heterotic 헤테로틱[*]은 영어: heterosis 헤테로시스[*](잡종 강세)의 형용사형이며, 고대 그리스어: ἑτέρωσις 헤테로시스[*](변화)에서 왔다. 잡종 강세는 노새와 같이, 서로 다른 두 종을 교배시켜 더 강건한 잡종이 발생하는 현상이다. "잡종 끈"이란 초끈과 보손 끈을 반반씩 섞어서, 현상론적으로 더 유용한 끈을 얻는 현상을 생물학의 잡종 강세에 비유한 것이다. 한국어에서는 "혼성", "이형" 등으로 번역하기도 한다.
잡종 끈 이론은 1985년에 데이비드 그로스, 제프리 하비(영어: Jeffrey  A. Harvey), 에밀 마티넥(영어: Emil Martinec), 라이언 롬(영어: Ryan Rohm)이 도입하였다. 1990년대에 잡종 끈 이론이 다른 끈 이론과 같이 이중성으로 인하여 M이론에 관련되어 있다는 사실이 밝혀졌다.
끈 이론 초기에, E8×E8 잡종 끈 이론은 E8 군이 자연스럽게 대통일 이론의 게이지 군을 포함하기 때문에 주목받았다. 구체적으로, E8은 표준 모형 군 SU(3)×SU(2)×U(1) 및 대통일 군 E6, SO(10), SU(5)를 자동적으로 포함하게 된다.
{\displaystyle E_{8}\supset E_{7}\supset E_{6}\supset \operatorname {SO} (10)\supset \operatorname {SO} (5)\supset \operatorname {SU} (3)\times \operatorname {SU} (2)\times \operatorname {U} (1)}
그러나 이후 잡종 끈 이론 대신 다른 방법으로 끈 이론에서 게이지 이론을 구현하는 방법들이 발견되었다.